# Zespół bazyliański w Żółkwi
Zespół bazyliański w Żółkwi – zespół budynków sakralnych i użytkowych będący w posiadaniu bazylianów znajdujący się Żółkwi.

## Historia
W 1612 Stanisław Żółkiewski ufundował dla swoich prawosławnych poddanych nową, drewnianą cerkiew pw. Serca Pana Jezusa. W 1682 Jan III Sobieski sprowadził do Żółkwi bazylianów na prośbę greckokatolickiego metropolity Lwowa. Kilka lat później zakonnicy zaczęli wznosić murowaną świątynię i klasztor. Cerkiew spłonęła w 1833 a odbudowano ją w stylu neobizantyjskim w 1837. W 1906 świątynia została przebudowana w stylu rosyjskim. Po II wojnie światowej w cerkwi urządzono magazyn. Bazylianie odzyskali ją na początku lat 90. XX w.

## Skład zespołu
W skład otoczonego murem zespołu wchodzą następujące obiekty:
- Cerkiew Najświętszego Serca Pana Jezusa powstała w latach 1682-90
- Dzwonnica–brama, barokowa, z lat 1721-30 w kształcie trójkondygnacyjnej wieży nakrytej czworobocznym hełmem, pełniąca kiedyś funkcje obronne
- Budynek klasztoru zbudowany w XVIII w., dwukondygnacyjny łączący się z cerkwią
- Budynek drukarni, trójkondygnacyjny z początku XX w. oraz kilka mniejszych budynków gospodarczych[2]

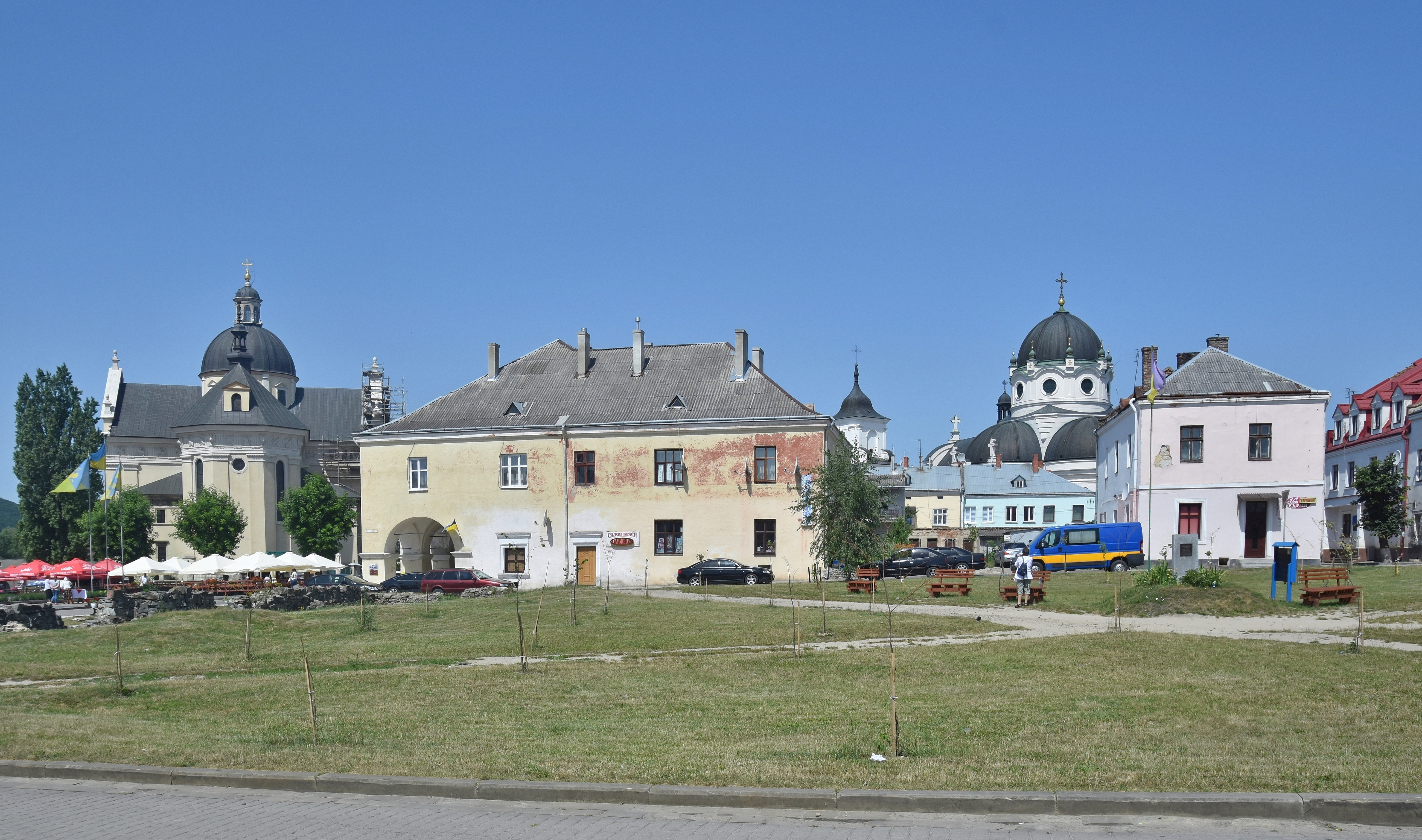
Widok ogólny z rynku
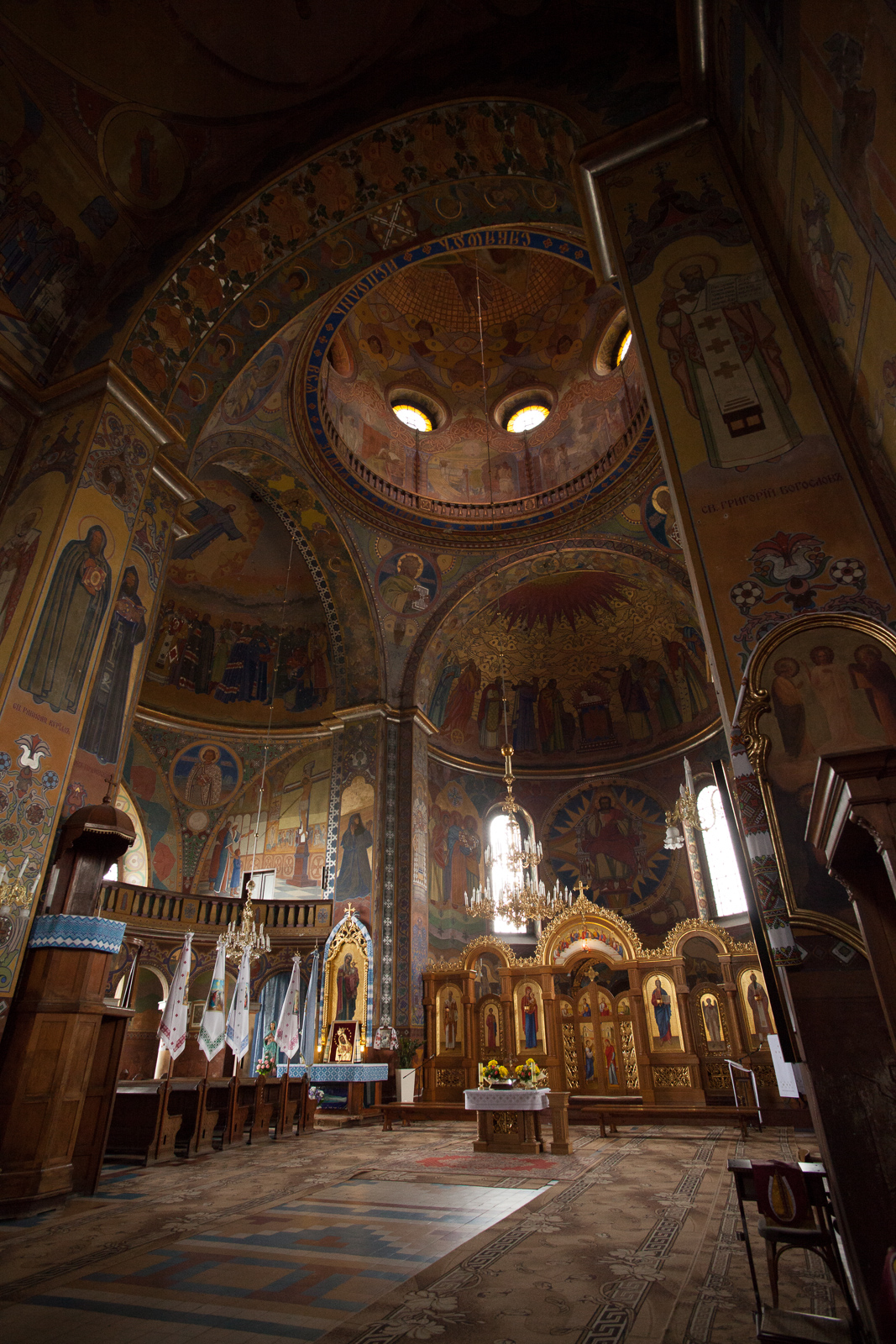
Wnętrze cerkwi
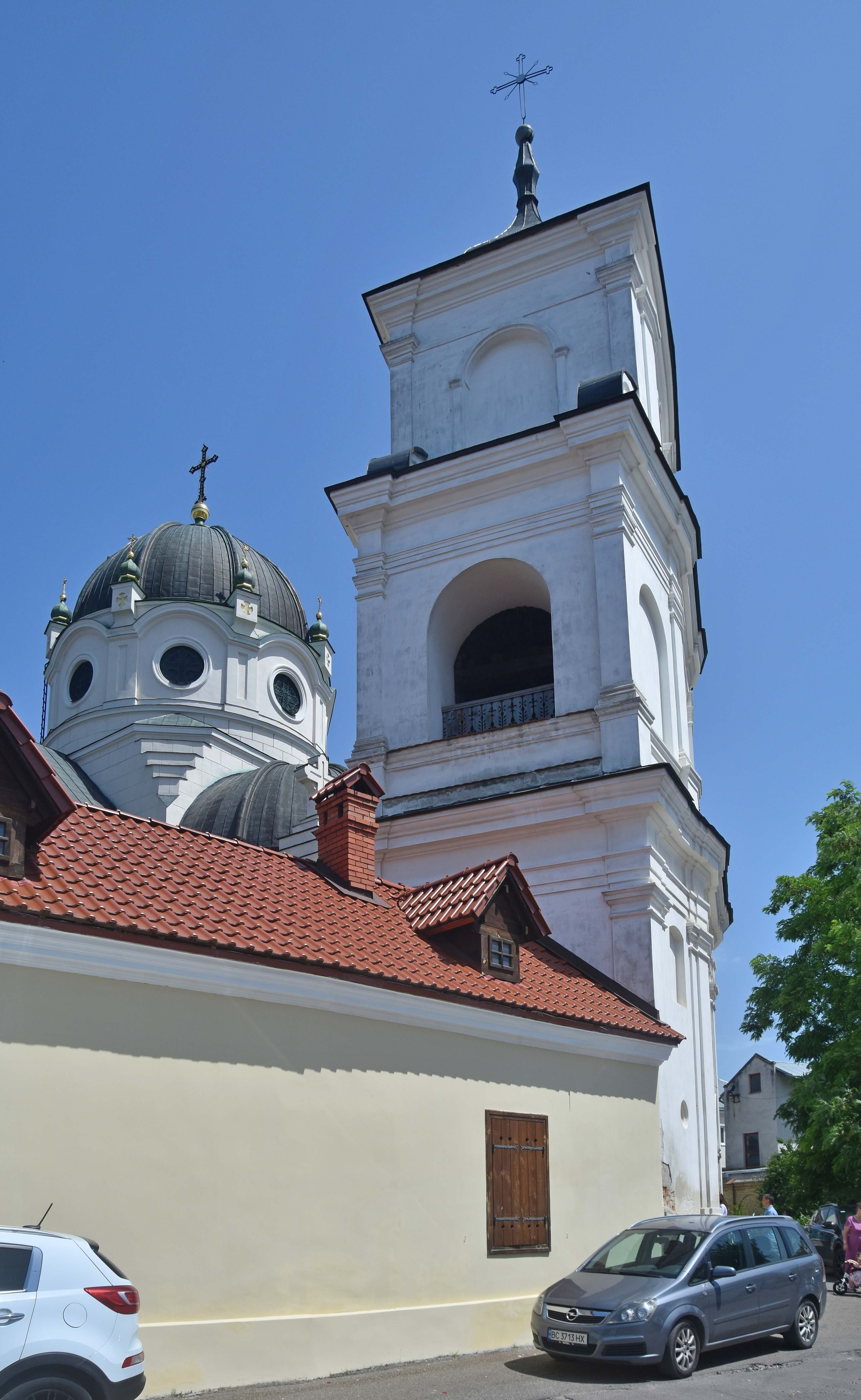
Dzwonnica z murem